# Governança de TI na Administração Pública
A governança de TI na Administração Pública refere-se ao conjunto de práticas, políticas e estruturas que asseguram o alinhamento estratégico da  tecnologia da informação com os objetivos das organizações governamentais. Esse conceito é fundamentado no framework  COBIT, que define governança de TI como um meio para criar valor, gerenciar riscos e garantir o retorno dos investimentos em tecnologia.
No setor público, a  governança de TI desempenha um papel essencial ao promover eficiência, transparência e prestação de contas, aspectos enfatizados em estratégias como a Estratégia de Governança Digital (EGD) do  governo brasileiro.

## Contexto e Importância
Com a crescente demanda por modernização administrativa e  transformação digital, a  governança de TI  tornou-se uma prioridade estratégica para governos ao redor do mundo. Documentos como o relatório da OCDE - Organização para a Cooperação e Desenvolvimento Econômico -  OECD destacam que a governança digital não se limita apenas à adoção de novas tecnologias, mas também envolve o fortalecimento de políticas que integram processos organizacionais, ampliam a interoperabilidade e melhoram a prestação de serviços públicos digitais.

## Princípios da Governança de TI no Setor Público
A  governança de TI no setor público baseia-se em princípios fundamentais que orientam a gestão e o uso estratégico da  tecnologia da informação nas organizações governamentais. Esses princípios são essenciais para garantir a eficiência, a transparência e a responsabilidade no uso dos recursos tecnológicos e para alinhar a TI aos objetivos organizacionais.

### Transparência
A transparência assegura que as políticas, decisões e o desempenho relacionados à TI sejam claros e acessíveis aos stakeholders. No setor público, esse princípio é crucial para permitir que a sociedade acompanhe e avalie as ações governamentais.

### Responsabilidade
A responsabilidade garante que gestores e profissionais de TI assumam as consequências de suas decisões e ações. No setor público, isso inclui o cumprimento de normas legais e a entrega de valor por meio de projetos e serviços de TI.

### Equidade
A equidade refere-se ao tratamento justo e imparcial de todos os envolvidos, garantindo que os benefícios da TI sejam distribuídos de forma equilibrada, sem privilégios indevidos.

### Prestação de Contas (Accountability)
A prestação de contas é essencial para assegurar que os recursos públicos sejam utilizados de maneira eficaz. Esse princípio envolve a definição de indicadores de desempenho, relatórios regulares e auditorias independentes para monitorar a governança de TI.

### Alinhamento Estratégico
O alinhamento estratégico assegura que as iniciativas de TI estejam em conformidade com os objetivos da organização. No setor público, isso implica o uso da TI para atingir metas como eficiência operacional, inclusão digital e melhoria dos serviços públicos.
Esses princípios estão em conformidade com frameworks como o COBIT e as diretrizes da  ISO/IEC 38500, que estabelecem boas práticas para a governança de TI.

## Boas Práticas
Os investimentos em Tecnologia da Informação (TI) têm reflexo positivo no desempenho das organizações, no entanto, a TI, por si só, não garante um bom retorno. É necessária a utilização de artefatos para estruturar o setor e assegurar o alinhamento estratégico com a organização. A Governança de TI reúne mecanismos que permitem aos executivos exercer a liderança sobre as estruturas organizacionais e processos que garantem que a TI trabalhe de acordo com os objetivos e estratégias definidos pela organização. Contribui para esta finalidade a adoção de boas práticas de Governança de TI. Dentre estas podemos destacar:
Orçamento de TI:
De uma maneira geral, as boas práticas de Governança de TI nos levam a utilizar o conceito de Orçamento de TI, com as seguintes características:
- Possuir orçamento de investimentos e de custeio;
- Elaborar, discutir e aprovar com as áreas de negócio o orçamento de TI;
- Definir e priorizar os projetos de TI, de acordo com a estratégia de negócio;
- Garantir que o orçamento atenda a todas as áreas da entidade;
- Estimar custos de manutenção e renovação do parque tecnológico;
- Acompanhamento efetivo da realização do orçamento.

Comitê de TI:
De uma maneira geral, as boas práticas de Governança de TI nos levam a utilizar o conceito de Comitê de TI, com as seguintes características:
- Criar um comitê de TI com a participação dos executivos das áreas de negócio para garantir que os projetos e orçamento de TI estejam alinhados à estratégia de negócio da entidade;
- O comitê de TI deve atuar como facilitador nas tomadas de decisão, das priorizações e na utilização dos recursos;
- O comitê deve reunir-se, periodicamente, para acompanhamento dos principais projetos de TI e repriorização das demandas e dos projetos.

Processos de TI:
Para uma boa Governança de TI, é fundamental que a área de Tecnologia da Informação possua processos implementados com base em modelos de referência de mercado, tais como: COBIT, ITIL (Information Technology Infrastructure Library) e outros.
Avaliação de Performance de TI:
- Possuir acordos de níveis de serviços com as áreas de negócio e fornecedores;
- Possuir ferramentas, processos e indicadores de desempenho para mensurar os níveis dos atendimentos, serviços e entregas de TI;
- Projetos importantes e críticos deverão ter um PMO ou gerente de projeto para garantir sua correta implementação.

Definição de prioridades:
É preciso que seja desenvolvido um plano estratégico que especifique as prioridades e metas da instituição. Feito isso, as ações de TI têm mais chances de colaborar com a boa execução dos objetivos.

Promover a integração entre os setores da instituição:
É recomendável que os diversos setores internos das instituições estejam interligados de alguma forma. Uma boa comunicação entre as seções que constituem a organização facilita o atingimento das metas traçadas minimizando a ocorrência de desvios e a perda do foco principal.
Uma boa governança de TI corrobora com essa integração, gerando o alinhamento entre todos os setores da empresa.

Criação de canais de comunicação:
Uma boa comunicação é fundamental para manter clara a relação entre setores da organização. A criação desses canais facilita o diálogo entre os departamentos.
A partir de um canal centralizado de comunicação, as normas de governança de TI serão de conhecimento geral.

Formação de equipes compactas:
Uma Gestão de equipe enxuta facilita o desenvolvimento de uma boa Governança de TI, já que evita a perda de foco durante as reuniões e facilita a atribuição de responsabilidades para cada membro.

Escolha do modelo mais adequado para a organização:
O modelo de governança de TI precisa ser determinado a partir da organização. O modelo que funciona bem para uma instituição de grande porte não necessariamente será o mais indicado para uma organização de pequeno ou médio porte. É importante identificar o que melhor se encaixa ao tamanho da organização e, claro, cumpri-lo, para que todos os setores se alinhem à estratégia desta.

## Frameworks
Alguns dos frameworks que podemos citar no contexto da Governança de TI na Administração Pública são:
- COBIT[1];
- ITIL[4];
- SAFe[5].

## Desafios e Oportunidades
A Governança de Tecnologia da Informação (TI) na administração pública enfrenta uma série de desafios que incluem a necessidade de alinhar os objetivos de TI aos objetivos estratégicos das instituições, a gestão de recursos limitados e a garantia de transparência e conformidade com regulamentações. No entanto, essas dificuldades também abrem espaço para oportunidades significativas que podem contribuir para a melhoria dos serviços públicos.
Entre os principais desafios, destaca-se a necessidade de gerenciar sistemas legados que muitas vezes não atendem às demandas atuais de eficiência e integração. Conforme o artigo, desafios da integração de sistemas legados  , sistemas legados são aqueles que, embora ainda em uso, foram desenvolvidos com tecnologias antigas e as vezes sem documentação, o que pode dificultar o gerenciamento e manutenção por parte dos servidores/colaboradores. Além disso, a escassez de profissionais qualificados e o uso inadequado de recursos financeiros também são fatores críticos.  
Por outro lado, as oportunidades derivadas dos desafios apresentados pela transformação digital emergem como um caminho para a inovação. Essas iniciativas oferecem aos governos a possibilidade de utilizar tecnologias emergentes para atender de maneira mais eficiente às crescentes demandas da sociedade. 

## Tendências Futuras
Existem diferentes tendências futuras (as quais já são questões atuais) relacionadas à Governança de TI na Administração Pública, como o uso de Inteligência Artificial, a Transformação Digital envolvida nas atividades governamentais, a Governança de Dados necessária nos processos, a adoção de Computação em Nuvem, dentre outras.
- Inteligência Artificial: Conforme o artigo Big data, algoritmos e inteligência artificial na administração pública: reflexões para a sua utilização em um ambiente democrático[7] existem potencialidades no uso de Inteligência Artificial pelo poder público como, por exemplo, na formulação de políticas públicas; por outro lado, há preocupações quanto a processos decisórios automatizados, sua falta de transparência e seus vieses discriminatórios.
- Transformação Digital: "Pesquisa sobre Governo Eletrônico 2020, publicada pela Organização das Nações Unidas (ONU) colocou o Brasil como o 20º, entre 193 países, com melhor oferta de serviços públicos digitais."[8], conforme publicado no site oficial do governo brasileiro, o qual também destacou que, considerando as Américas, o Brasil ficou atrás apenas dos Estados Unidos. Com isso, observa-se que a transformação digital no Brasil já está em andamento e relativamente bem posicionada, considerando tanto o cenário mundial como o continental.
- Governança de Dados: O governo brasileiro conta com algumas soluções para apoiar a Governança de Dados por seus órgãos, como, por exemplo, trilhas com diferentes conteúdos sobre o assuntos; fórum para troca de conhecimentos e experiências; Comitê Central de Governança de Dados para decidir sobre orientações e diretrizes; capacitação através de cursos; dentre outras[9].
- Computação em Nuvem: O governo brasileiro tem diferentes iniciativas para adoção de computação em nuvem, inclusive fornecendo, através de empresas públicas, serviços em nuvem, possibilitando ambientes de nuvem híbridos[10].